# Obidowa (Gorce)
Obidowa (865 m) – szczyt w głównym grzbiecie Gorców, który biegnie od Turbacza poprzez Rozdziele, Obidowiec (szczyt), Groniki, Stare Wierchy, Jaworzynę, Skałkę, Obidową i Kułakowy Wierch do Przełęczy Sieniawskiej. Grzbietem tym biegnie dział wód między Rabą a Dunajcem oraz znakowany szlak turystyki pieszej i rowerowej. Obidowa wznosi się nad miejscowościami Rdzawka (po północnej stronie) oraz Klikuszowa i Obidowa (po południowej stronie).
Obidowa to mało wybitne wzniesienie w grzbiecie. Jej szczyt jest porośnięty lasem, szlak turystyczny omija go, trawersując północne zbocza. Jest na tym odcinku błotnisty, prowadzi bowiem leśną drogą rozjeżdżoną przez traktory. Po obu jednak stronach niewielkiego lasu porastającego szczyt na grzbiet podchodzą pola miejscowości Rdzawka i Obidowa, dzięki czemu rozciągają się ze szlaku panoramy widokowe. Na północnych stokach wzniesienia Obidowa znajdują się źródła potoku Rdzawianka, ze stoków południowych do doliny Lepietnicy opada grzbiet oddzielający dwa jej dopływy: Potok Kubicków i Grzeszów.

## Szlak turystyczny
parking pod Kułakowym Wierchem – schronisko PTTK na Starych Wierchach. Odległość 5,4 km, suma podejść 200 m, suma zejść 50 m, czas przejścia 1 godz. 30 min, z powrotem 1 godz. 10 min.